# Дискография Nine Inch Nails
Дискография американской индастриал-рок-группы Nine Inch Nails насчитывает 11 студийных альбомов, 3 ремиксовых альбома, 1 концертный альбом, 4 мини-альбома, 3 видеоальбома, 3 бокс-сета, 16 коммерческих синглов, 11 промосинглов и 21 музыкальный видеоклип. Nine Inch Nails также принимали участие в создании музыки к фильмам и компьютерным играм. Всего группой продано свыше 30 миллионов экземпляров дисков по всему миру.
Первый студийный альбом NIN Pretty Hate Machine 1989 года демонстрировал совмещение постиндастриала, синти-попа и EDM. Дебютировавший на 75-й строчке Billboard 200, диск продержался в этом хит-параде 115 недель и оказался в числе первых независимых мультиплатиновых записей. На следующем релизе, EP Broken, музыкантами взят ориентир на более агрессивный звук. Broken расположился на 7-й строчке американского чарта и получил платиновый сертификат в США и Канаде. Кроме того, композиции «Happiness in Slavery» и «Wish» принесли группе две премии «Грэмми». Изданный в 1994 второй студийный альбом The Downward Spiral оказался самым значимым и успешным для коллектива. Выпущенные в качестве синглов композиции «March of the Pigs», «Closer» и «Hurt» стали одними из самых узнаваемых у Nine Inch Nails. Третий студийный альбом The Fragile 1999 года отличился эклектичным звуком и был не таким удачным как предшественник. Тем не менее, диск признан дважды платиновым в США и Канаде, а сингл «The Day the World Went Away» возглавил канадский хит-парад. With Teeth, четвёртая пластинка NIN, поступает в продажу спустя шесть лет и сразу попадает на вершину Billboard 200. Запись стала платиновой в Канаде, а все три альбомных сингла лидировали в чарте Alternative Songs. Выпущенный в 2007 пятый студийный альбом Year Zero стал частью большого арт-проекта, после которого Nine Inch Nails избрали новую дистрибьюторскую модель для своей музыки. И в 2008 году последовал релиз сразу двух записей, инструментальной Ghosts I–IV и The Slip. После пятилетнего перерыва коллектив выпустил восьмой альбом Hesitation Marks, который дебютировал в первой десятке чартов нескольких стран и отмечен золотой сертификацией в Канаде и Португалии. В 2016 состоялся релиз мини-альбома Not the Actual Events, первой записи в концептуальной трилогии EP. Альбом расположился на 1-м месте независимого чарта Новой Зеландии и достиг 26-й строчки Billboard 200. В 2017 году выпущен второй EP Add Violence.
| Сокращения названий стран (по стандарту ГОСТ 7.67) | Сокращения названий стран (по стандарту ГОСТ 7.67)                                                      |                                                                                            |
| --- | --- | ------------------------------------------------------------------------------------------ |
| \| - АВТ — Австрия - АВС — Австралия - КАН — Канада - ШВА — Швейцария - ГЕР — Германия - ДАН — Дания \| - ФИН — Финляндия - ФРА — Франция - ВЕЛ — Великобритания - ИРЯ — Ирландия - ИТА — Италия - ЯПО — Япония \| - НОЗ — Новая Зеландия - США — Соединённые Штаты Америки - ШВЕ — Швеция - ПОР — Португалия \| | |                                                                                            |
| - АВТ — Австрия - АВС — Австралия - КАН — Канада - ШВА — Швейцария - ГЕР — Германия - ДАН — Дания | - ФИН — Финляндия - ФРА — Франция - ВЕЛ — Великобритания - ИРЯ — Ирландия - ИТА — Италия - ЯПО — Япония | - НОЗ — Новая Зеландия - США — Соединённые Штаты Америки - ШВЕ — Швеция - ПОР — Португалия |

## Альбомы

### Студийные альбомы
| 1989                                                                         | Pretty Hate Machine Детали - Дата выхода: 20 октября - Лейбл: TVT Records - Форматы: CD, LP, CS, ЦД              | 75 | —  | —  | —     | 67 | —  | —  | —  | —  | —  | —  | —  | —  | —  | —  | —   | —  | —  | —  | —  | Список - : 3×Платиновый - : Серебряный                           |
| 1994                                                                         | The Downward Spiral Детали - Дата выхода: 8 марта - Лейбл: Nothing Records - Форматы: CD, 2×LP, CS, SACD, DD, ЦД | 2  | 12 | —  | —     | 9  | —  | —  | —  | —  | 13 | —  | 23 | —  | —  | —  | —   | —  | —  | 33 | —  | Список - : 4×Платиновый - : Золотой - : Золотой - : 3×Платиновый |
| 1999                                                                         | The Fragile Детали - Дата выхода: 21 сентября - Лейбл: Nothing Records - Форматы: 2×CD, 3×LP, 2×CS, ЦД           | 1  | 2  | 14 | 36    | 10 | 17 | —  | —  | —  | 2  | —  | 28 | 9  | —  | 10 | 27  | —  | —  | 18 | 15 | Список - : 2×Платиновый - : Серебряный - : 2×Платиновый          |
| 2005                                                                         | With Teeth Детали - Дата выхода: 3 мая - Лейбл: Interscope Records - Форматы: CD, 2×LP, CS, DD, ЦД               | 1  | 10 | 4  | 15 26 | 3  | 9  | 28 | 7  | 14 | 2  | 34 | 13 | 14 | 18 | 9  | 12  | 49 | 13 | 6  | 7  | Список - : Золотой - : Золотой - : Платиновый                    |
| 2007                                                                         | Year Zero Детали - Дата выхода: 17 апреля - Лейбл: Interscope Records - Форматы: CD, 2×LP, ЦД                    | 2  | 5  | 4  | 14 27 | 6  | 6  | 24 | 13 | 18 | 3  | 25 | 20 | 8  | 20 | 5  | 17  | 40 | 13 | 7  | 17 |                                                                  |
| 2008                                                                         | Ghosts I–IV Детали - Дата выхода: 2 марта - Лейбл: The Null Corporation - Форматы: ЦД, 2×CD, 4×LP (+DVD+BD)      | 14 | 15 | 58 | 54 90 | 60 | 60 | —  | —  | 80 | 3  | —  | 26 | —  | —  | —  | —   | —  | —  | —  | 89 |                                                                  |
| 2008                                                                         | The Slip Детали - Дата выхода: 5 мая - Лейбл: The Null Corporation - Форматы: ЦД, CD+DVD, LP                     | 13 | 22 | 45 | 34 48 | 25 | 33 | —  | 40 | 97 | 12 | 54 | 23 | 38 | —  | 24 | 177 | —  | 38 | 35 | 46 |                                                                  |
| 2013                                                                         | Hesitation Marks Детали - Дата выхода: 3 сентября - Лейбл: Columbia Records - Форматы: CD, 2×LP, ЦД              | 3  | 3  | 2  | 6 14  | 2  | 5  | 9  | 5  | 16 | 1  | 9  | 7  | 23 | 13 | 17 | 22  | 4  | 5  | 37 | 14 | Список - : Золотой - : Золотой                                   |
| «—» означает, что альбом не попал в чарт или не был выпущен в данной стране. | |    |    |    |       |    |    |    |    |    |    |    |    |    |    |    |     |    |    |    |    |                                                                  |

### Ремиксовые альбомы
| Год                                                                          | Альбом | Высшие позиции в хит-парадах | Высшие позиции в хит-парадах | Высшие позиции в хит-парадах | Высшие позиции в хит-парадах | Высшие позиции в хит-парадах | Высшие позиции в хит-парадах | Сертификации                   |
| Год                                                                          | Альбом | США                          | АВС                          | ВЕЛ                          | КАН                          | ФРА                          | ЯПО                          | Сертификации                   |
| ---------------------------------------------------------------------------- | --- | ---------------------------- | ---------------------------- | ---------------------------- | ---------------------------- | ---------------------------- | ---------------------------- | ------------------------------ |
| 1995                                                                         | Further Down the Spiral Детали - Дата выхода: 1 июня - Лейбл: Nothing Records - Форматы: CD, CS, ЦД       | 23                           | 51                           | —                            | 46                           | —                            | —                            | Список - : Золотой - : Золотой |
| 2000                                                                         | Things Falling Apart Детали - Дата выхода: 21 ноября - Лейбл: Nothing Records - Форматы: CD, 2×LP, CS, ЦД | 67                           | 59                           | 98                           | —                            | —                            | 73                           |                                |
| 2007                                                                         | Year Zero Remixed Детали - Дата выхода: 20 ноября - Лейбл: Interscope Records - Форматы: CD+DVD, 3×LP, ЦД | 77                           | 87                           | 160                          | —                            | 183                          | 227                          |                                |
| «—» означает, что альбом не попал в чарт или не был выпущен в данной стране. | |                              |                              |                              |                              |                              |                              |                                |

### Концертные альбомы
| Год  | Альбом | Высшие позиции в хит-парадах | Высшие позиции в хит-парадах | Высшие позиции в хит-парадах | Высшие позиции в хит-парадах | Высшие позиции в хит-парадах | Высшие позиции в хит-парадах | Высшие позиции в хит-парадах | Высшие позиции в хит-парадах | Высшие позиции в хит-парадах |
| Год  | Альбом | США                          | АВС                          | АВТ                          | ВЕЛ                          | ГЕР                          | ИРЯ                          | ФРА                          | ЯПО                          |                              |
| ---- | --- | ---------------------------- | ---------------------------- | ---------------------------- | ---------------------------- | ---------------------------- | ---------------------------- | ---------------------------- | ---------------------------- | ---------------------------- |
| 2002 | And All That Could Have Been Детали - Дата выхода: 22 января - Лейбл: Nothing Records - Форматы: CD, 2×CD, CS, ЦД | 37 26                        | 41                           | 21                           | 54                           | 45                           | 75                           | 29                           | 62                           |                              |

### Мини-альбомы
| Год                                                                          | Альбом                                                                                                 | Высшие позиции в хит-парадах | Высшие позиции в хит-парадах | Высшие позиции в хит-парадах | Высшие позиции в хит-парадах | Высшие позиции в хит-парадах | Высшие позиции в хит-парадах | Высшие позиции в хит-парадах | Сертификации                         |
| Год                                                                          | Альбом                                                                                                 | США                          | АВС                          | АВТ                          | ВЕЛ                          | КАН                          | НОЗ                          | ШВА                          | Сертификации                         |
| ---------------------------------------------------------------------------- | --- | ---------------------------- | ---------------------------- | ---------------------------- | ---------------------------- | ---------------------------- | ---------------------------- | ---------------------------- | ------------------------------------ |
| 1992                                                                         | Broken Детали - Дата выхода: 22 сентября - Лейбл: TVT Records - Форматы: LP, CD, CS, ЦД                | 7                            | —                            | —                            | 18                           | 46                           | —                            | —                            | Список - : Платиновый - : Платиновый |
| 1992                                                                         | Fixed Детали - Дата выхода: 7 декабря - Лейбл: Nothing Records - Форматы: LP, CD, CS, ЦД               | 35                           | —                            | —                            | 6                            | 25                           | —                            | —                            | Список - : Платиновый                |
| 2016                                                                         | Not the Actual Events Детали - Дата выхода: 22 декабря - Лейбл: The Null Corporation - Форматы: ЦД, LP | 26                           | —                            | —                            | —                            | 47                           | 1                            | —                            |                                      |
| 2017                                                                         | Add Violence Детали - Дата выхода: 19 июля - Лейбл: The Null Corporation - Форматы: LP, CD, ЦД         | 17                           | 44                           | 67                           | —                            | 15                           | 4                            | 56                           |                                      |
| «—» означает, что альбом не попал в чарт или не был выпущен в данной стране. | |                              |                              |                              |                              |                              |                              |                              |                                      |

### Бокс-сеты
| Год  | Название | Чарт |
| Год  | Название | ELEC |
| ---- | --- | ---- |
| 2007 | Broken — Fixed — Further Down The Spiral Детали - Дата выхода: 31 октября - Лейбл: Polydor France - Форматы: 3×CD | —    |
| 2010 | The Downward Spiral + With Teeth Детали - Дата выхода: 1 июня - Лейбл: Interscope Records - Форматы: 2×CD         | —    |
| 2015 | Halo I—IV Детали - Дата выхода: 25 ноября - Лейбл: Concord Bicycle Music - Форматы: 4×LP                          | 13   |

## Синглы
| 1989                                                                        | «Down in It»                    | —  | 16 | —  | 16 | —  | —  | —   | —  | —  | —  | —  | —  | —  | —  | —  | —  | —  | Pretty Hate Machine |
| 1990                                                                        | «Head Like a Hole»              | 9  | 28 | —  | 17 | 57 | —  | 45  | —  | —  | —  | —  | —  | —  | —  | —  | —  | —  | Pretty Hate Machine |
| 1990                                                                        | «Sin»                           | —  | —  | —  | 10 | —  | —  | 35  | —  | —  | —  | —  | —  | —  | —  | —  | —  | —  | Pretty Hate Machine |
| 1994                                                                        | «March of the Pigs»             | 59 | —  | —  | —  | 98 | —  | 45  | —  | —  | —  | 20 | —  | —  | —  | —  | —  | —  | The Downward Spiral |
| 1994                                                                        | «Closer to God»                 | 41 | 11 | 35 | 29 | 3  | —  | 25  | —  | 12 | —  | 5  | —  | —  | —  | —  | —  | —  | The Downward Spiral |
| 1997                                                                        | «The Perfect Drug»              | 46 | 11 | 21 | —  | 48 | —  | 43  | —  | 13 | —  | 2  | 32 | —  | —  | 7  | —  | 48 | Lost Highway OST    |
| 1999                                                                        | «The Day the World Went Away»   | 17 | —  | —  | —  | 31 | —  | —   | —  | —  | —  | 1  | 15 | —  | —  | —  | —  | —  | The Fragile         |
| 1999                                                                        | «We’re in This Together»        | —  | 11 | 21 | —  | 72 | —  | 39  | —  | —  | —  | —  | —  | —  | —  | —  | —  | —  | The Fragile         |
| 2000                                                                        | «Into the Void»                 | —  | 11 | 27 | —  | 72 | —  | —   | —  | —  | —  | —  | —  | —  | —  | —  | —  | —  | The Fragile         |
| 2005                                                                        | «The Hand That Feeds»           | 31 | 1  | 2  | 30 | —  | 41 | 7   | 94 | 15 | 15 | 2  | —  | 20 | —  | 15 | 67 | 36 | With Teeth          |
| 2005                                                                        | «Only»                          | 90 | 1  | 22 | 34 | —  | —  | 20  | —  | —  | 45 | 23 | —  | 12 | —  | —  | 87 | —  | With Teeth          |
| 2006                                                                        | «Every Day Is Exactly the Same» | 56 | 1  | 12 | —  | —  | —  | —   | —  | —  | —  | 1  | —  | 40 | —  | —  | —  | —  | With Teeth          |
| 2007                                                                        | «Survivalism»                   | 68 | 1  | 14 | —  | —  | 63 | 29  | 92 | 15 | —  | 1  | —  | 25 | —  | 7  | —  | —  | Year Zero           |
| 2007                                                                        | «Capital G»                     | —  | 6  | 25 | —  | —  | —  | 140 | —  | —  | —  | 89 | —  | 25 | —  | —  | —  | —  | Year Zero           |
| 2013                                                                        | «Came Back Haunted»             | 9  | 7  | 6  | —  | —  | —  | —   | —  | —  | —  | 94 | —  | —  | 34 | —  | —  | —  | Hesitation Marks    |
| 2017                                                                        | «Less Than»                     | —  | 22 | 10 | —  | —  | —  | —   | —  | —  | —  | 47 | —  | —  | 35 | —  | —  | —  | Add Violence        |
| «—» означает, что сингл не попал в чарт или не был выпущен в данной стране. |                                 |    |    |    |    |    |    |     |    |    |    |    |    |    |    |    |    |    |                     |

### Промосинглы
| Год                                                                         | Название               | Высшие позиции в хит-парадах | Высшие позиции в хит-парадах | Высшие позиции в хит-парадах | Высшие позиции в хит-парадах | Высшие позиции в хит-парадах | Альбом                      |
| Год                                                                         | Название               | H100                         | ALT                          | MAIN                         | КАН                          | МЕК                          | Альбом                      |
| --------------------------------------------------------------------------- | ---------------------- | ---------------------------- | ---------------------------- | ---------------------------- | ---------------------------- | ---------------------------- | --------------------------- |
| 1992                                                                        | «Happiness in Slavery» | —                            | 13                           | —                            | —                            | —                            | Broken                      |
| 1993                                                                        | «Wish»                 | —                            | 25                           | —                            | —                            | —                            | Broken                      |
| 1993                                                                        | «Physical»             | —                            | —                            | —                            | —                            | —                            | Broken                      |
| 1994                                                                        | «Burn»                 | —                            | —                            | —                            | —                            | —                            | Natural Born Killers OST    |
| 1994                                                                        | «Piggy»                | —                            | 20                           | —                            | —                            | —                            | The Downward Spiral         |
| 1995                                                                        | «Hurt»                 | 54                           | 8                            | —                            | 8                            | —                            | The Downward Spiral         |
| 2000                                                                        | «Starfuckers, Inc.»    | —                            | 39                           | —                            | —                            | —                            | The Fragile                 |
| 2001                                                                        | «Deep»                 | —                            | 18                           | 37                           | —                            | —                            | Lara Croft: Tomb Raider OST |
| 2008                                                                        | «Discipline»           | —                            | 6                            | 24                           | —                            | —                            | The Slip                    |
| 2013                                                                        | «Copy of A»            | —                            | —                            | —                            | —                            | 41                           | Hesitation Marks            |
| 2013                                                                        | «Everything»           | —                            | —                            | —                            | —                            | —                            | Hesitation Marks            |
| «—» означает, что сингл не попал в чарт или не был выпущен в данной стране. |                        |                              |                              |                              |                              |                              |                             |

## Видеография

### Видеоальбомы
| 1997                                                                         | Closure Детали - Дата выхода: 25 ноября - Лейбл: Nothing Records - Форматы: 2×VHS                           | 5 | — | — | — | — | — | —  | — | — | — | — | —  |                    |
| 2002                                                                         | And All That Could Have Been Детали - Дата выхода: 22 января - Лейбл: Nothing Records - Форматы: VHS, 2×DVD | 1 | — | — | 1 | — | — | —  | — | — | — | 1 | —  |                    |
| 2007                                                                         | Beside You in Time Детали - Дата выхода: 27 февраля - Лейбл: Interscope Records - Форматы: DVD, HD DVD, BD  | 1 | 1 | 3 | 1 | 9 | 5 | 99 | 1 | 5 | 1 | 3 | 77 | Список - : Золотой |
| «—» означает, что альбом не попал в чарт или не был выпущен в данной стране. | |   |   |   |   |   |   |    |   |   |   |   |    |                    |

### Видеоклипы
Следующий список составлен на основе информации, указанной на веб-сайте MVDBase.com и официальных каналах Nine Inch Nails на видеохостингах Vimeo и YouTube. Список включает в себя только официальные художественные видеоклипы, снятые для Nine Inch Nails.
| Год  | Название                 | Режиссёр(ы)                           |
| ---- | ------------------------ | ------------------------------------- |
| 1989 | «Down in It»             | Эрик Циммерман и Бенджамин Стоукс     |
| 1990 | «Head Like a Hole»       | Эрик Циммерман                        |
| 1990 | «Sin»                    | Бретт Тёрнбулл                        |
| 1992 | «Happiness in Slavery»   | Джон Рейсс                            |
| 1992 | «Help Me I Am In Hell»   | Джон Рейсс                            |
| 1992 | «Pinion»                 | Эрик Гуд и Серж Беккер                |
| 1992 | «Wish»                   | Питер Кристоферсон                    |
| 1994 | «March of the Pigs»      | Питер Кристоферсон и Трент Резнор     |
| 1994 | «Closer»                 | Марк Романек                          |
| 1994 | «Burn»                   | Хэнк Корвин и Трент Резнор            |
| 1997 | «The Perfect Drug»       | Марк Романек                          |
| 1999 | «We’re in This Together» | Марк Пеллингтон                       |
| 2000 | «Into the Void»          | Уолтер Стерн и Джефф Ричтер           |
| 2000 | «Starsuckers, Inc.»      | Роберт Хейлз и Брайан Уорнер          |
| 2001 | «Deep»                   | Энда МакКаллион                       |
| 2005 | «The Hand That Feeds»    | Роб Шеридан                           |
| 2005 | «Only»                   | Дэвид Финчер                          |
| 2007 | «Survivalism»            | Алекс Лью, Роб Шеридан и Трент Резнор |
| 2013 | «Came Back Haunted»      | Дэвид Линч                            |
| 2017 | «Less Than»              | Брук Линдер                           |
| 2017 | «This Isn’t the Place»   | Алекс Лью                             |

Помимо официальных видеоклипов существует «Broken Movie» — короткометражный фильм, снятый Питером Кристоферсоном. В состав короткометражки вошли клипы «Happiness in Slavery» и «Wish», «Pinion», «Help Me I am in Hell», а также специально отснятое видео на «Gave Up», являющееся одновременно заключительной сценой. Лента стилизована под снафф-плёнку и изображает убийцу, похитившего молодого человека. По сюжету жертва подвергалась жестоким пыткам и была вынуждена смотреть клипы NIN. Официально Broken Movie не издавался, но был широко распространён в пиринговых сетях, а видеокассеты с ним регулярно циркулировали в видеотеках.

## Хронология релизов

### Нумерация Halo
Halo (буквально с англ. — «гало») — хронологическая нумерация официальных релизов Nine Inch Nails. Так, например, сингл «Down in It» маркирован как Halo 1, а следующий релиз NIN, альбом Pretty Hate Machine, соответственно как Halo 2. В нумерацию не входят промоиздания и некоторые синглы.
| - Halo 1: «Down in It» (1989) - Halo 2: Pretty Hate Machine (1989) - Halo 2R: Pretty Hate Machine (2010) (переиздание) - Halo 3: «Head Like a Hole» (1990) - Halo 4: «Sin» (1990) - Halo 5: Broken (1992) - Halo 6: Fixed (1992) - Halo 7: «March of the Pigs» (1994) - Halo 8: The Downward Spiral (1994) - Halo 8 DE: The Downward Spiral: Deluxe Edition (2004) (переиздание) - Halo 8 DVD-A: The Downward Spiral: DualDisc (2004) (переиздание) - Halo 9: «Closer to God» (1994) - Halo 10: Further Down the Spiral (1995) - Halo 10 v2: Further Down the Spiral (1995) - Halo 11: «The Perfect Drug» (1997) - Halo 12: Closure (1997) - Halo 13: «The Day the World Went Away» (1999) - Halo 14: The Fragile (1999) - Halo 15: «We’re in This Together» (1999) - Halo 16: Things Falling Apart (2000) - Halo 17: And All That Could Have Been (2002) - Halo 17a: And All That Could Have Been (2002) (аудио-версия) - Halo 17b: Still (2002) (бонус-диск ограниченного издания) | - Halo 18: «The Hand That Feeds» (2005) - Halo 19: With Teeth (2005) - Halo 19 DVD-A: With Teeth (2005) (DualDisc) - Halo 20: «Only» (2005) - Halo 21: «Every Day Is Exactly the Same» (2006) - Halo 22: Beside You in Time (2007) - Halo 22 HD: Beside You in Time (2007) (Blu-ray) - Halo 23: «Survivalism» (2007) - Halo 23i: «Survivalism» (2007) (версия для iTunes) - Halo 24: Year Zero (2007) - Halo 25: Year Zero Remixed (2007) - Halo 26: Ghosts I–IV (2008) (ЦД) - Halo 26 CD: Ghosts I—IV (2008) (2×CD) - Halo 26 V: Ghosts I—IV (2008) (4×LP) - Halo 26 DE: Ghosts I—IV (2008) (расширенное издание) - Halo 26 LE: Ghosts I—IV (2008) (ограниченное издание) - Halo 27: The Slip (2008) - Halo 27 CD-LE: The Slip (CD+DVD) (2008) - Halo 28: Hesitation Marks (2013) - Halo 28dcd: Hesitation Marks (2013) (расширенное издание) - Halo 29: Not the Actual Events (2016) - Halo 30: The Fragile: Deviations 1 (2017) (переиздание) - Halo 31: Add Violence (2017) - Halo 32: Bad Witch (2018) |

### Нумерация Seed
Seed (с англ. — «Семя») — система нумерации, аналогичная Halo, принятая для релизов NIN выпускающихся бесплатно.
- Seed 1: Collected (2005) — сборник видеоклипов, рассылаемый новым членам официального фан-клуба «The Spiral»[92].
- Seed 2: The Definitive NIN — The Singles (2006) — сборник синглов. Загружен пользователем seed0 на The Pirate Bay. Доступен только как торрент[93].
- Seed 3: The Definitive NIN — Deep Cuts (2006) — сборник лучших песен. Загружен пользователем seed0 на The Pirate Bay. Доступен только как торрент[94].
- Seed 4: The Definitive NIN — Quiet Tracks (2006) — сборник спокойных треков. Загружен пользователем seed0 на The Pirate Bay. Доступен только как торрент[95].
- Seed 5: Lights In The Sky (2008) — компиляция с треками Nine Inch Nails, A Place to Bury Strangers, Does It Offend You, Yeah?, Crystal Castles и Deerhunter[96].
- Seed 6: NINJA 2009 Summer Tour EP (2009) — компиляция с треками Nine Inch Nails, Jane’s Addiction и Street Sweeper Social Club[97].
- Seed 7: Live 2013 (2013) — концертный мини-альбом, размещённый на Spotify[98].
- Seed 8: Seed Eight (2014) — мини-альбом, выпущенный Beats Music и содержащий ремиксы на 4 композиции из Hesitation Marks[99].

### Нумерация Null
Null (с англ. — «Нуль») — маркировка, принятая после основания лейбла The Null Corporation, на котором издаются записи Nine Inch Nails. Однако на данный момент ни один релиз группы не занесён в эту нумерацию. Зарегистрированные альбомы относятся только к творчеству Трента Резнора и Аттикуса Росса.
- Null 001: The Social Network (Original Score) (2010)[100]
- Null 002: The Girl with the Dragon Tattoo (Original Motion Picture Soundtrack) (2011)[101]

## Ремиксы
В данном разделе перечислены ремиксы, созданные Nine Inch Nails для других музыкантов и групп.
| Год  | Исполнитель   | Песня                                       |
| ---- | ------------- | ------------------------------------------- |
| 1992 | Megadeth      | «Symphony of Destruction (The Gristle Mix)» |
| 1993 | Curve         | «Missing Link (Screaming Bird Mix)»         |
| 1994 | KMFDM         | «Light (Fat Back Dub)»                      |
| 1995 | Дэвид Боуи    | «The Hearts Filthy Lesson (Alt. Mix)»       |
| 1997 | Дэвид Боуи    | «I’m Afraid of Americans» (V1-V4, V6)       |
| 1998 | Пафф Дэдди    | «Victory (песня Puff Daddy)»                |
| 1998 | Killing Joke  | «Democracy (NIN Remix)»                     |
| 2012 | Telepathe     | «Destroyer (Remix)»                         |
| 2017 | Тодд Рандгрен | «Deaf Ears (Nine Inch Nails mix)»           |

## Участие в саундтреках
Музыка Nine Inch Nails неоднократно использовалась в различных кинокартинах, сериалах и компьютерных играх. С полным списком прозвучавших в фильмах и играх песнями можно ознакомиться на IMDb. В данный список включены композиции, вошедшие только в официальные саундтреки.
| Год  | Фильм/Игра                            | Альбом                                           | Композиции                                           |
| ---- | ------------------------------------- | ------------------------------------------------ | ---------------------------------------------------- |
| 1994 | «Ворон»                               | The Crow: Original Motion Picture Soundtrack     | «Dead Souls»                                         |
| 1994 | «Прирождённые убийцы»                 | Natural Born Killers: Original Soundtrack        | «Something I Can Never Have», «A Warm Place», «Burn» |
| 1996 | Quake                                 | Quake: Original Game Soundtrack                  | Музыка и звуковые эффекты в игре                     |
| 1997 | «Шоссе в никуда»                      | Lost Highway: Original Motion Picture Soundtrack | «The Perfect Drug»                                   |
| 2000 | «Суперклуб „Манчестер Юнайтед“»       | Manchester United: Beyond The Promised Land      | «Just Like You Imagined»                             |
| 2001 | «Лара Крофт: Расхитительница гробниц» | Tomb Raider: Original Motion Picture Soundtrack  | «Deep»                                               |
| 2005 | «Doom»                                | Doom: Original Motion Picture Soundtrack         | «You Know What You Are?» (Clint Mansell Remix)       |
| 2005 | Midnight Club 3: DUB Edition Remix    | Midnight Club 3: DUB Edition Original Soundtrack | «The Hand That Feeds»                                |
| 2010 | «Тэцуо: Человек-пуля»                 | Tetsuo: The Bullet Man (Original Soundtrack)     | Заглавная тема фильма                                |
| 2010 | «Социальная сеть»                     | The Social Network (Original Score)              | «Magnetic», «A Familiar Taste»                       |
| 2013 | FIFA 14                               | FIFA 14 Soundtrack                               | «Copy of A»                                          |
| 2017 | «Твин Пикс: Возвращение»              | Twin Peaks: Music from the Limited Event Series  | «She’s Gone Away»                                    |

## Прочие появления
| Год  | Альбом                                                                                            | Комментарий |
| ---- | ------------------------------------------------------------------------------------------------- | --- |
| 1993 | Island Select Детали - Лейбл: Select - Форматы: CS                                                | Компиляция, подготовленная редакцией журнала Select и включающая в себя записи исполнителей лейбла Island Records. На альбоме представлен трек «Wish» (J.G. Thirlwell Remix). |
| 1994 | Woodstock 94 Детали - Релиз: 8 ноября - Лейбл: A&M Records - Форматы: 2×CD, 2×CS, LD, VHS         | Концертный сборник, состоящий из песен участников фестиваля Вудсток '94; исполняют «Happiness in Slavery».                                                                    |
| 2009 | Another Version of the Truth Детали - Релиз: 25 декабря - Лейбл Самиздат - Форматы: 2×DVD, BD, ЦД | Бесплатный видеоальбом, содержащий концертный материал с незаконченного 3D-проекта Nine Inch Nails. Данный релиз создан усилиями фанатов при содействии Трента Резнора.       |
| 2011 | AHK-toong BAY-bi Covered Детали - Релиз: 26 октября - Лейбл: Q - Форматы: ЦД, CD                  | Трибьют-альбом группе U2, исполняют «Zoo Station». Диск был выпущен в качестве бесплатного приложения к очередному номеру журнала Q.                                          |
| 2014 | Recoiled Детали - Релиз: 24 февраля - Лейбл: Cold Spring - Форматы: LP, CD, ЦД                    | Мини-альбом, содержащий переработанные группой Coil песни NIN «Gave Up», «Closer», «The Downward Spiral» и «Eraser».                                                          |
| 2014 | while(1<2) Детали - Релиз: 17 июня - Лейбл: mau5trap - Форматы: 2×CD, 3×LP, ЦД                    | Седьмой студийный альбом музыканта Deadmau5, в трек-лист которого вошёл его ремикс на композицию «Survivalism».                                                               |